# Паншин городок
Паншин городок — казачий городок, построенный на острове ближе к правой стороне Дона и окруженный деревянным тыном. Располагался на переволоке с Волги на Дон (от Царицына до Паншина было 3 дня перехода на запад), выше (севернее) станицы Голубинская и южнее города Иловля.

## История
Известен с XVII века.
Здесь в 1667 году устроил свою резиденцию Степан Разин. Во время Первого Азовского похода в Паншине располагалась главная база снабжения русской армии.
В 1697—1699 годах на Паншинской верфи были построены 4 линейных корабля «Крепость», «Скорпион», «Флаг» и «Звезда» для Азовского флота.
В годы Булавинского восстания городок стал центром ожесточенных сражений.
8 (19) апреля — 9 (20) апреля 1708 года у городка Паншина повстанцы Булавина разбили трехтысячный отряд черкасского атамана Л. М. Максимова.
23 августа (3 сентября) 1708 г., полки П. Хованского и конница калмыцкого хана Аюкая подходят к Паншину. В ожесточенном сражении четырёхтысячное войско повстанцев было разгромлено. В бою погиб атаман Хохлач.
В настоящее время города не существует, хотя топоним наследует село Паньшино Городищенского района Волгоградской области.